# Académie du Morvan
L’Académie du Morvan, est une société savante, fondée le 15 juillet 1967 à Château-Chinon (Nièvre).

## Historique
Plusieurs Morvandiaux amis de la culture, de la recherche et du patrimoine régional, pensèrent qu'il serait bon de fonder une société savante œuvrant pour la préservation, le développement et la transmission de la culture morvandelle. Elle est orientée vers l'action destinée à augmenter le prestige du Morvan, à lui donner une âme, en inventoriant et utilisant toutes les ressources, spirituelles, intellectuelles, artistiques et économiques, afin d'étudier et de vulgariser tout ce qui touche à l'archéologie, l'histoire, les lettres, les arts, le folklore, etc. et prendre des contacts populaires par la presse, les cahiers, almanachs, réceptions, conférences, concours, prix et en collaboration fraternelle de tous les groupements existants.
L'académie du Morvan est une association loi de 1901 fondée 15 juillet 1967, à l'initiative de Joseph Pasquet, ancien professeur et écrivain régionaliste, avec l’aide de François Mitterrand, alors député-maire de la commune, et Henri Perruchot, critique d'art, auteur de nombreux ouvrages.
Les membres fondateurs les plus connus sont le professeur de droit Jules Basdevant, l'ancien maire Léon Bondoux, le linguiste Claude Régnier, le peintre Jacques Thévenet, l'universitaire Jean Chatelain, l'historienne Régine Pernoud, le docteur Lucien Olivier, Joseph Pasquet.
La direction est composée du président Henri Desbruères et des vice-présidents, le linguiste Claude Régnier et le peintre Jacques Thévenet.
L’exécutif de la chancellerie se compose entre autres du chancelier perpétuel, Joseph Pasquet, le vice-amiral Denis de Bourgoing, le trésorier Louis Gallois et l'archiviste Marcel Vigreux.
Des commissions de travail sont définies en fonction des thèmes d'études : histoire, économie, archéologie (préhistoire), archéologie (monuments), littérature, géographie, géologie, eaux et forêts, agriculture, flore et faune, folklore, parler morvandeau, monographies de communes, tourisme.
Un bulletin est publié, ainsi que des ouvrages édités. Puis vint le temps des sorties culturelles, une, puis deux par an, dans un des quatre départements bourguignons. L'académie participe financièrement et est représentée au jury du prix littéraire Mme du Morvan qui est attribué tous les deux ans. Elle entretient des relations importantes avec la direction du parc naturel régional du Morvan, les assemblées régionale et départementales, ainsi qu'avec différentes sociétés savantes.
L'académie a aujourd'hui son siège social place Gudin à Château-Chinon. Elle fait partie de l'Association bourguignonne des sociétés savantes.

## Liste des dirigeants

### Membres fondateurs
- François Mitterrand
- Joseph Pasquet
- Henri Perruchot

### Présidents
- Jean-Loup Flouest depuis août 2020
- Jean-Marie de Bourgoing, de 2010 à 2020
- Marie-Aimée Latournerie, de 2004 à 2010
- André Paris, de 2001 à 2004
- Marcel Vigreux, de 1998 à 2001
- Claude Rolley, de 1991 à 1998
- Jean Séverin, pseudonyme d'Antonin Bondat, de 1986 à 1991
- Suzanne Basdevant[4]
- Henri Desbruères
- Denis de Bourgoing

### Présidente d'honneur
- Marthe Perraudin (épouse de Joseph Pasquet)

### Présidents honoraires
- Henri Desbruères
- Denis de Bourgoing
- Suzanne Bastid (née Basdevant)
- Antonin Bondat, dit Jean Severin
- Claude Rolley
- André Paris

### Vice-présidents
- Claude Régnier (1992)
- Jean-Marie de Bourgoing
- André Paris (1998)
- Jacques Thévenet
- Jean-Marie de Bourgoing (2004-2010)
- Ginette Picard (depuis 2004) ; Liliane Pinard (2010)
- Claude Régnier (2000) (vice-président honoraire)
- Liliane Pinard
- Christian Bouchoux (depuis août 2020)
- Odile Rhodes (2020-2022)

### Chanceliers perpétuels
- Joseph Pasquet
- Lucien Olivier

### Chanceliers
- Vice-Amiral de Bourgoing (1968)
- Maître Jean Menand (1968)
- Marcel Vigreux (1992)

### Vice-chancelier
- Henri Gautherin, depuis le 4 juillet 1992
- Lucien Olivier (2000) (chancelier honoraire)

### Secrétaires

#### Secrétaires généraux
- Martine Régnier (depuis août 2023)
- Christian Epin (2020 -2023)
- Christiane Orain (2014 - 2020)
- Claude Péquinot (2004 -2014)
- Jacques Juventy 4 juillet 1998
- Henri Gautherin (1998) (secrétaire général adjoint)
- Marcel Vigreux (1992)

#### Secrétaires
- Joseph Roblin ; Claude Péquinot (1992)
- Claude Péquinot (1998)

### Trésoriers
- Didier Verlynde (depuis août 2023 )
- Michel Beaussier (2019-2023)
- Christian Poirier
- Alain Trinquet (2007)
- André Bouquet (2004)
- Jacques Bourg (1992)
- Louis Gallois (1968)

### Archiviste
- Marcel Vigreux (1968)

## Publications
Depuis ses débuts, l'académie édite plusieurs publications :
- un bulletin bisannuel aux sujets variés ;
- une page réservée à l'académie paraissant tous les deux mois dans le Journal du Centre, traitant de sujets divers a été publiée jusqu'en 2014
- l'édition de travaux récents et inédits (six ouvrages importants depuis 1979) confirmant son activité de société savante.
- La Lettre numérique de l'Académie du Morvan publiée depuis 2016

Lucien Olivier, ancien chancelier, est le fondateur de la bibliothèque de l'académie qu'il avait installée dans un local obtenu de la municipalité au Centre culturel Condorcet de Château-Chinon. Il l'a commencé avec les nombreuses publications que détenaient la famille Pasquet. Ce travail se poursuit par de nouvelles acquisitions que les membres du Conseil classent dans les meubles récemment acquis. Elle édite régulièrement un annuaire (1968, 1992, 2000, 2006, 2010).

### Bulletins
- L'Académie du Morvan édite un bulletin bisannuel, qui vise à l'inédit et à la variété des sujets dont le premier numéro a été publié en 1974.
- Annuaire 1968.
- n° 93 : Journal de Claude BLANDIN (1737-1793) présenté par Claude Epin /  L'histoire et la géographie dans les manuels scolaires utilisés au collège d'Autun pendant les années 1850 présenté par Marie-Aimée Latournerie

- n° 92 : Sébastien Gautier  La faune halieutique en Morvan
- n°91 : Bulletin polymathique  Christian Epin "A la recherche du Morvan " Michel Salesse " Les sobriquets des environs de Planchez"
- n°90 : Bulletin polymathique Noëlle Renault A la recherche des nourrices "sur lieu" du Morvan Roger Dron Le Patois d'Arleuf Propositions de transcriptions phonétiques Serge Bernard Soldats originaires du Morvan admis à l'Hôtel des Invalides (1673-1750)
- n°89 : Domique Chabard et Jean-Philippe Passaqui "Henri Germain Carrat chercheur d'uranium, de l'ingénieur géologue au géologue savant"
- n° 88 : Marie-Aimée Latournerie La Chasse en Morvan
- n° 87 : Claude PEQUINOT avec la collaboration de Ginette PICARD Le site gallo-romain des Bardiaux une étape en pays eduen proche de Bibracte et d'Augustodunum
- n° 86 : Jean-Claude TRINQUET Les usines Morvan à Château-Chinon - Jean-Philippe LECAT Le Morvan vu de la Bourgogne au XVe siècle
- n° 85 : Jean-Paul SALIGNAC A la découverte de la langue gauloise dans le Morvan - Marie Aimée MATOURNERIE Le hêtre européen habitant du Morvan
- n° 84 : Daniel-Henri VINCENT& Françoise DUMAS Les cartes illustrées au temps des vélocipèdes
- n° 83 : Christian BOUCHOUX Vivre et mourir en Morvan du XVIe au XVIIIe siècle 3ème partie : Les approches religieuses et sociales
- n° 82 : Bernard MOROT-GAUDRY La sculpture en Morvan au XXe siècle et au début du XXIe siècle
- n° 81 : Jacqueline Bernard Une grande famille du Morvan-Nivernais : Les Sallonnyer
- n° 80 : Ouvrage collectif Françoise DUMAS Le celticisme de Vincenot ou la quête identitaire - Sébastien Lambert Avallon au XIXe siècle - André PARIS Les progrès agricoles en Haut-Morvan au XIXe siècle - Liliane PINARD Regards sur le Morvan et les Morvandiaux
- n°79 Christian BOUCHOUX Vivre et mourir en Morvan du XVIe au XVIIIe siècle
- n°78 Joseph Pasquet, l'initiateur de l'Académie du Morvan
- n° 77 Christian BOUCHOUX Vivre et mourir en Morvan du XVIe au XVIIe siècle
- n° 76 Pierre PERE Les derniers travailleurs de la fonte au bois entre Nivernais et Morvan (1750-1850)
- n° 75 : Michel BEAUSSIER Le flottage à bûches perdues aux environs de Château-Chinon
- n° 74 : Marie-Aimée LATOURNERIE Justice de paix et tribunaux en Morvan aux XIXe et XXe siècles
- no 73 : L'évolution du régime alimentaire des Morvandiaux (1850-1950), Michel Salesse, 2012, 50 p.
- no 72 : La Révolution vécue en Morvan dans le district de Château-Chinon (5e partie) : Le temps des Thermidoriens — thermidor an II au 4 brumaire an IV : juillet 1794 au 26 octobre 1795, André Paris, 2012, 106 p.
- no 71 : Les Morvandiaux et la météorologie (1840-1940), Liliane Pinard, 2011, 54 p.
- no 70 : La Révolution vécue en Morvan dans le district de Château-Chinon (4e partie) : au temps du Gouvernement révolutionnaire réorganisé et du Grand comité — frimaire à thermidor an II : décembre 1793 à juillet 1794, André Paris, 2010, 98 p.
- no 69 : La Révolution vécue en Morvan dans le district de Château-Chinon (3e partie) : de la Convention girondine au Gouvernement révolutionnaire organisé — septembre 1792-décembre 1793, André Paris, 2010, 138 p.
- no 68 : Regards XIXe siècled'étrangers sur le Morvan au , Alain Trinquet, 2009, 76 p.
- no 67 : La Révolution vécue en Morvan dans le district de Château-Chinon (2e partie) : L'Expérience et l'échec de la Monarchie constitutionnelle - octobre 1791-septembre 1792, André Paris, 2009, 104 p.
- no 66 : Le Morvan dans la Guerre de 1870-1871, Liliane Pinard, 2008
- no 65 : La Révolution vécue en Morvan dans le District de Château-Chinon (1re partie) : de l'Ancien Régime à la Monarchie constitutionnelle - 1789-1791, André Paris, 2008, 168 p.
- no 64 : Le Morvan vu par ses peintres, biographie de 12 artistes, Jean-Louis Balleret, 2007, 128 p.
- no 63 : Une communauté familiale avant la Révolution : les Panné-Garreau de Préporché (Nièvre), Jacqueline Bernard, André Paris, Christian Bouchoux, 2006, 104 p.
- no 62 : Le Morvan dans la vie et les écrits de Vauban, 2006, 96 p.
- no 61 : Le Morvan pendant la Première Guerre mondiale, Liliane Pinard, 2005, 56 p.
- no 60 : Guillaume Tollet, évêque constitutionnel et président du département de la Nièvre, Louise Renard, 2005, 89 p.
- no 59 : Le Morvan gallo-romain, Claude Péquinot, Ginette Picard, Claude Rolley
- no 58 : Anost, de la période gallo-romaine à la Révolution, Jacques Parrain, 2004, 120 p.
- no 57 : La fête dans le Morvan et l'Autunois (1840-1940), Liliane Pinard, 2003, 202 p.
- no 56 : Historien au service du Morvan, Marcel Vigreux
- nos 54-55 : Arleuf sous l'Ancien Régime, Marcel Vigreux
- nos 52-53 : La maison rurale Morvandelle, André Paris
- no 51 : Le Morvan gaulois, Claude Péquinot, Ginette Picard, Claude Rolley, 2001, 42 p.
- no 50 : Un grand savant morvandiau, Claude Régnier, Martine Régnier et Marcel Vigreux, 2000, 80 p.
- no 49 : Annuaire an 2000, Didier Verlynde.
- no 48 : Superstitions en Morvan et Autunois au XIXe siècle, Liliane Pinard, 1999, 72 p.
- nos 46-47 : Le Morvan, vu par Henri Bachelin, Jean-François Vacquer, 1999, 88 p.
- no 45 : Contes et récits du Morvan, Pierre Léger, 1997, 83 p.
- no 44 : Les métayers de l'Autunois-Morvan, Pierre Léger, 1997, 72 p.
- no 43 : Crimes en Morvan : l'Affaire Laumain à Arleuf (1912), Liliane Pinard, 1996
- no 42 : Les Ménestriers du Morvan, Alain Vieillard, 1996, 64 p.
- nos 40-41 : Agriculture et population du Morvan, Didier Verlynde, 1995., 88 p.
- no 39 : Le Docteur Olivier, un homme de passion au service du Morvan, œuvre collective
- nos 37-38 : Le Nivernais d'après le Journal de Jules Renard, Anne Gutierez, 1994, 63 p.
- nos 35-36 : Des sources aux chapelles, Lucien Olivier, 1993, 52 p.
- nos 33-34 : Annuaire 1992, 1991
- no 32 : Déprise agricole dans une commune morvandelle : Anost, Saône-et-Loire, François Orliac, 1991
- nos 30-31 : Mentalités religieuses en Morvan méridional au XIXe siècle, Liliane Pinard, 1990. 124 p.
- nos 28-29 : Cahiers de doléances des paroisses du Morvan-Nivernais, N. Paris, 1989, 116 p.
- no 27 : Les groupes sociaux de Château-Chinon à la fin du XVIIIe siècle, Bernard de Saint-Géraud, Vestiges au Mont Beuvray XVIIe et XVIIIe siècles, 1988, 32 p.
- no 26 : Souvenirs pittoresques d'un chirurgien du Morvan, L. Beyssac, 1988, 28 p.
- no 25 : L'industrie des nourrices morvandelles et des enfants assistés au XIXe siècle, M. Vigreux, 1987, 43 p.
- no 23 : La déchristianisation dans le district de Corbigny en l'An II, N. Bossut, 1986, 55 p.
- no 24 : La Réforme en Morvan, M. Boulitop, 1987, 52pp.
- no 22 : Lucile de Pracontal, A. Mien, 1986, 32 p.
- no 21 : Le Morvan et les Barbares (273-732), J. E. Coutois, L. Olivier, 1985, 71 p. + 1 plan h.-t.
- no 20 : Les voyages en Grande-Bretagne d'un Nivernais éminent : Charles Dupin, 1984, 39 p.
- no 19 : Seigneur et marchand de bois en Morvan au XVIIIe siècle, Simon Pierre Santereau, seigneur de Quincize, A. Paris, 1984, 36 p.
- no 18 : Saulieu antique et sa région, J. Dupont, 1983
- no 17 : La tradition morvandelle, Jules Basdevant, S. Bastid, 1983
- no 16 : La géologie du Morvan cristallin, H. Carrat, 1982, 52 p.
- no 15 : Les mammifères du Morvan, H. Gautherin, 1982, 51 p.
- no 14 : Henri Bachelin ou Le triomphe de l'oubli, J. Séverin, 1981
- no 13 : Les maquis du Morvan, J. Canaud, 1981
- no 12 : Les oiseaux du Morvan, M. Bouillot & H. Gautherin
- no 11 : Les habitats ruraux dans le Haut-Morvan à l'époque romaine, P. Olivier
- no 10 : La flore du Morvan, F. Bugnon, 1979, 20 p.
- no 9 : La Terre et la Seigneurie de Gouloux dans les années 1780, B. Stainmesse.
- nos 7-8 : La Seigneurie de Château-Chinon, aux XVIIe et XVIIIe siècles, Martine Régnier
- no 6 : Les puits artésiens de l'Avallonnais, M. Meunier, 1978, 23 p.
- no 5 : Jean Bertin, inventeur de l'Aérotrain, numéro spécial
- no 4 : L'exploitation des schistes bitumeux de l'Autunois, G. Lassus (témoignage de l'ingénieur)
- no 3 : L'amour d'un pays, l'amour d'un métier : Thévenet, un peintre du Morvan, 1975
- no 2 : Une dynastie d'architectes en Morvan : les Cristie, P. La Chapelle.
- no 1 : La Société d'agriculture d'Autun, (1833-1914), Marcel Vigreux, 1974, p. 3-20.

### Actes de l'académie
- 1986 : Problème des résidences secondaires en Morvan.
- 1987 : Le Tourisme en Morvan.
- Les Maquis dans la Libération du Morvan, causerie témoignage de Jean Longhi, responsable des maquis de la Nièvre.
- 2005 : Les Néerlandais et le Morvan.
- 2006 : Entreprendre dans le Morvan.
- 2007 : Le 40e anniversaire de l'Académie du Morvan ; Évoquer le passé pour éclairer l'avenir, Marie-Aimée Latournerie ; Hommage à Claude Rolley, Claude Péquinot ; L'Académie du Morvand, Henri Mitterrand ; François Mitterrand et la Nièvre, René-Pierre Signé. 40 ans d'histoire du Morvan le temps des mutations Didier Verlynde
- 2009 : Quarante années de musique et de danses traditionnelles : une histoire morvandelle qui se poursuit, ici et ailleurs, Maison du parc naturel régional du Morvan, 6 septembre 2008.

### Ouvrages
- Julien Daché, Un Grand prélat morvandeau, monseigneur Alexis Lemaître : archevêque de Carthage, primat d'Afrique, 1864-1939, 20 p. et 2 planches, 1979
- Claude Régnier, Paule Bertrand, Les parlers du Morvan, 3 vol., 1979
- Lucien Olivier, Le Haut-Morvan romain : voies et sites, en coédition avec la Revue archéologique de l'Est, 2 vol., 285 p., 8 f. de cartes, 1983
- Henri Bachelin, La mort de Bibracte, [roman à bases historiques], 132 p., 1985
- Jacques Canaud, Les maquis du Morvan:1943-1944 : la vie dans les maquis, 424 p., 1981
- Marcel Vigreux, Paysans et notables du Morvan au XIXe siècle, jusqu'en 1914, réédition avec mise à jour de l'auteur, 1987, 755 p.
- Jean Longhi, Les maquis dans la libération du Morvan, 1944, 15 p., 1995
- Liliane Pinard, Les mentalités religieuses du Morvan au XIXe siècle (1830-1914), en coédition avec les Éditions universitaires de Dijon, 627 p., 1997
- Anne-Marie Lafay, Autun à la fin du XIXe siècle, 248 p., 2000
- Rencontres du 6 septembre 2008 : quarante années de musique et de danses traditionnelles, une histoire morvandelle qui se poursuit, ici et ailleurs, 40 p., [Les Actes de l'Académie du Morvan]), 2009
- Henri Perruchot La vie de Rodin 2019

### La lettre de l'Académie du Morvan
La "Lettre de l'Académie du Morvan " perpétue l’esprit de la Page de l’Académie du Morvan publiée à l’origine de façon régulière dans le Courrier de Saône et Loire puis seulement dans le Journal du Centre jusqu'en 2014.
- Lettre de l'Académie n°26 juin 2025
- Lettre de l'Académie n°25 (mars 2025)
- Lettre de l'Académie n°24 (octobre 2024)
- Lettre de l'Académie n°23 (juillet 2024)
- Lettre de l'Académie n°22 (avril 2024)
- Lettre de l'Académie n°21 (janvier 2024)
- Lettre de l'Académie n°20 (octobre 2023)
- Lettre de l'Académie n°19 (juin 2023)
- Lettre de l'Académie n°18 (mars 2023)
- Lettre de l'Académie n°17 (octobre 2022)
- Lettre de l'Académie n°16 (juillet 2022)
- Lettre de l'Académie n°15 (mars 2022)
- Lettre de l'Académie n° 14 (octobre 2021)
- Lettre de l'Académie n°13 (juin 2021)
- Lettre de l'Académie n°12 (mars 2021)
- Lettre de l'Académie n°11 (novembre 2020)
- Lettre de l'Académie n°10 (juillet 2020)
- Lettre de l'Académie n°9 (décembre 2019)
- Lettre de l'Académie n°8 (décembre 2018)
- Lettre de l'Académie n°7 (mai 2018)
- Lettre de l'Académie n°6 (décembre 2017)
- Lettre de l'Académie n°5 (juin 2017)
- Lettre de l'Académie n°4 (Mars 2017)
- Lettre de l'Académie n°3 (septembre 2016)
- Lettre de l'Académie n°2 (juin 2016)
- Lettre de l'Académie n°1 (mars 2016)

### La Page de l'Académie du Morvan
La Page de l'Académie du Morvan a été publiée à l’origine dans le Courrier de Saône et Loire puis Le Journal du Centre jusqu’en 2014.

### Cassette audio
- Chant du Morvan

## Hommages
- Claude Péquinot, Hommage à Claude Rolley, actes 2007.
- L'académie a rendu un hommage à trois de ses membres morts au cours de l'année 2010 : Joseph Décréaux, prêtre aumônier à l'hôpital d'Autun, Jean-Pierre Harris, écrivain, haut fonctionnaire, Marcel Corneloup, ancien président du mouvement à Cœur Joie, ainsi qu'à Madeleine Garreau, auteur de nouvelles en français et en morvandiau dont La Mâïon du Grand Jules aux éditions de l'Armançon[6].
- Jean-Marie de Bourgoing, « Hommage à Jean-Claude Delafon », in Journal du Centre, no 139, 27 mars 2012, p. 36.